# Levante Fútbol Club
El Levante Football Club fue un club de fútbol español de la ciudad de Valencia en la provincia de Valencia de la Comunidad Valenciana. Fue fundado en 1909 y en 1939 se fusionó con el Gimnástico Fútbol Club dando lugar al actual Levante U. D.

## Historia
El Levante Football Club fue fundado en 1909 al crearse la Federación Valenciana de Fútbol siendo, por tanto, uno de los club pioneros en el fútbol valenciano. Sin embargo los orígenes del club se remontan a 1907 cuando el Cabanyal FC (antecesor del Levante FC) disputaba sus partidos en un campo frente a la playa de las Arenas llamado popularmente "La Platgeta", proviniendo el nombre del club precisamente de la playa de Levante, en alusión al viento procedente del este (viento de levante), que entra en la ciudad de Valencia por esta playa.
Disputó el primer Campeonato Regional Valenciano, la temporada 1921-1922, quedando subcampeón quedando tercero en la segunda edición. En la 1927/28 logró su único campeonato.
Tras la creación de la Liga española de fútbol en la temporada 1928-1929 fue encuadrado en la tercera división ya que por motivos económicos renunció a disputar la eliminatoria que le habría brindado la posibilidad de lograr una plaza en segunda.
La temporada 1934-1935 fue de las más exitosas de su historia al lograr el torneo Súper-Regional Valencia-Murcia siendo eliminado en las semifinales de la Copa por el CE Sabadell apeando en el camino al Valencia CF y al FC Barcelona. Además esa temporada debutó en la segunda división ya que se produjo una ampliación de ésta pasando de diez a veinticuatro equipos. 
Sin duda su mayor logro fue la consecución de la Copa de la España Libre, trofeo organizado en plena Guerra Civil como continuación del Campeonato de España de Fútbol en el que participaron cuatro equipos de Valencia y Cataluña, territorios que en 1937 se encontraban bajo control de las autoridades republicanas.
Tras la guerra se fusionó con el Gimnástico Fútbol Club dando lugar al actual Levante UD debido a que el Levante FC tenía toda la plantilla a su disposición pero su campo del Camino Hondo del Grao estaba totalmente destruido por la contienda mientras que el Gimnástico estaba en la situación inversa, con su estadio de Vallejo intacto pero sin jugadores.  Levante FC y Gimnástico FC se fusionaron en el Levante Unión Deportiva en 1939 creando el club actual. 
Tras la fusión se acordó utilizar como equipación un uniforme a rayas blancas y rojas que fue fruto de las rayas azulgranas del Gimnástico y de las blanquinegras del Levante. También se decidió utilizar como nombre el de Unión Deportiva Levante-Gimnástico aunque popularmente se le denominaba UDELAGE. Sin embargo estas decisiones sólo duraron tres temporadas ya que el nombre resultaba demasiado largo siendo acortado al actual de Levante Unión Deportiva adoptando el uniforme azulgrana del Gimnástico.

## Uniforme
- Uniforme titular: Camiseta a rayas blancas y rojas , pantalón negro, medias negras.Lo que daría en un futuro a que el conjunto levantinista juegue con la segunda equipación de blanquinegro.

## Estadio
El estadio del Levante FC era conocido como Camino Hondo del Grao por estar situado en dicha calle.

## Datos del club
- Temporadas en 1ª: 18
- Temporadas en 2ª: 6
- Temporadas en 3ª: 6

## Palmarés
- Copa Presidente de la República-Copa de la España Libre , torneo de carácter oficial disputado durante la guerra civil española en la zona republicana.[3]

- La Federación Española de Fútbol inicialmente decidió no considerar oficial esta competición tras un informe desfavorable del Centro de Investigaciones de Historia y Estadística del Fútbol Español, pero el Congreso de los Diputados le pidió que sí la reconociera, lo que finalmente ocurrió en 2023.

- Campeonato Regional Valenciano: 1927/28.

- Campeonato Superregional Valencia-Murcia-Sur-Oeste: 1934/35.